# Змінені (фільм, 2021)
Змінені (The Changed) — американський науково-фантастичний трилер 2021 року режисера Майкла Монгілло. Сюжет оповідає про групу людей, що мешкають у передмісті, які об'єдналися для протистояння невідомим особам, які зайняли місця їхніх близьких.

## Сюжет
В маленькому містечку, де протікає спокійне життя, все змінюється одного дня. Люди, яких знає дівчина і її улюблена сім'я, раптово починають поводитися дивно, наче ними хтось керує.
Загадкова подія залишає дівчину перед питанням: «Що ж це за страшне явище мало місце?».
Вона буде змушена ризикувати своїм життям та виявити правду, спробувавши розгадати цю загадку.

## В ролях
| Актор                | Роль         |
| -------------------- | ------------ |
| Клер Фолі            | Кім          |
| Тоні Тодд            | Білл         |
| Кеті Серл            | Кеті Волтерс |
| Джейсон Алан Сміт    | Мак          |
| Ерік Блумквіст       | Марк         |
| Карлі Аверс          | Джейн        |
| Дуг Томпос           | Курт         |
| Райан Беррі Маккарті | Ітан         |

## Реліз
Прем'єра фільму відбулася на Лондонському кінофестивалі FrightFest 27 серпня 2021 року. Фільм став доступним обмеженому колу кінотеатрів у Сполучених Штатах з 4 березня 2022 року завдяки компанії Quiver Distribution.